# Kolonia zuchowa
Kolonia zuchowa – wyjazd harcerski zwykle w lecie, którego uczestnikami są zuchy. Ze względu na młodszy wiek uczestników kolonie są przeważnie organizowane w budynkach co różni je od obozu harcerskiego. Na kolonii realizowany jest program zuchowy, dzięki czemu kolonia jest niczym długa zbiórka zuchowa